# اد کاشی
اد کاشی (به انگلیسی: Ed Kashi) عکاس و مدرس عکاسی اهل ایالات متحده آمریکا است که در سال ۱۹۵۷ در شهر نیویورک به دنیا آمد. وی در سال ۱۹۷۹ تحصیلات خود را در رشتهٔ عکاسی خبری در دانشگاه سیراکوز به پایان رساند. در سال ۱۹۹۱ اولین جایزهٔ مهم خود را به خاطر مقالات تصویریش از سلطنت‌طلبان ایرلندی دریافت کرد. پس از آن اد کاشی توجه خود را به منطقه خاورمیانه و مسایل آن معطوف کرد. از جمله موضوعاتی که توسط وی پوشش داده شده و در مطبوعات مختلف جهان به چاپ رسیده‌است، می‌توان به «بحران آب» ۱۹۹۳ و «ستیز کردها» که در شماره اوت ۱۹۹۲ مجله نشنال جئوگرافیک به چاپ رسید، اشاره کرد. مقاله تصویری ستیز کردها برای او جایزه اول مسابقه تصویر سال NPPA (National Press Photographers Association) 1993 میلادی را به ارمغان آورد. این مقاله تصویری به صورت کتابی تحت عنوان «وقتی که از مرزها خون جاری می‌شود: ستیز کردها» در سال ۱۹۹۴ به چاپ رسید. اد کاشی استاد راهنمای اریک گریگوریان عکاس ایرانی برنده جایزه عکس خبری سال 2002 World Press Photo نیز است و اریک، مدرک تکمیلی خود را در رشته فتوژورنالیسم تحت نظر او از دانشگاه سیراکوز اخذ کرده.
اد کاشی به عنوان یک فتوژورنالیست و عکاس مستند به موضوعات مورد علاقه خود، از دید یک عکاس آزاد نگریسته و پس از ثبت، آن‌ها را منتشر می‌کند. او کمتر سفارش عکاسی می‌گیرد و بیشتر علاقمند به تهیه مقالات تصویری است که دغدغه‌های فکری، نگرانی‌ها و علایق او را تشکیل می‌دهند. او تا کنون مقالات تصویری زیادی را از شصت کشور جهان در موضوعات مختلف نظیر معضل هروئین در لهستان، فرهنگ و زندگی شبانه در برلین، بازگشت کهنه سربازان روسی از جنگ افغانستان و افزایش جمعیت در قاهره و شهر مرگ تهیه و منتشر کرده‌است. اد سه سال از زندگس خود را طی سال‌های ۱۹۸۸–۱۹۹۱ صرف عکاسی مستند از جامعه سلطنت طلبان ایرلند شمالی کرد. دریافت جایزه WESTAFNEA در سال ۱۹۹۱ ثمره این سه سال بود. او آثار خود را که حاصل این سه سال بود در کتابی به نام «پروتستان‌ها: تسلیم ناپذیر» که توسط خود او منتشر شد، به چاپ رساند.
چندی پیش او مقاله تصویری فرهنگ موتورگازی سایگون و مقاله تصویری ـ سیاسی آفریقا را منتشر کرد.
اد کاشی اخیراً سرگرم کار بر روی یک پروژه عکاسی دراز مدت از یهودیان مهاجر ساکن در کرانه‌های غربی بود. او در این پروژه زندگی یهودیان مهاجر را به تصویر کشیده‌است. یکی از عکس‌های این پروژه دیپلم افتخار World Press Photo سال ۱۹۹۵ را برای او به همراه داشت. در سال ۱۹۹۱ همزمان با فعالیت او در مجله نشنال جئوگرافیک اد به خاورمیانه و مسایل آن علاقمند شد. نتیجه این علاقمندی تهیه چندین مقاله تصویری از موضوعات مختلف مربوط به منطقه خاورمیانه نظیر مسایل کردها و بحران آب در خاورمیانه بود که به صورت مقالات تصویری به بررسی این موضوعات می‌پرداختند. اد در کنار این مقالات تصویری گزارش‌های تصویری نیز از سوریه تحت عنوان «سوریه، آن سوی نقاب ها» تهیه کرد که در سال ۱۹۹۶ در شماره ژوئیه مجله نشنال جئوگرافیک منتشر شد. این گزارش تصویری به ارتباط مسلمانان با یهودیان و موقعیت دشوار و نامطمئن ساکنان این منطقه پس از اشغال بلندی‌های جولان توسط اسراییل می‌پردازد.
او از میان موضوعات کاری مختلف، پروژه‌های شخصی و سفرها و تجربیات خود را به کشورهای مختلف و عکاسی خبری و مستند در این سفرها را ترجیح می‌دهد. او از سال ۱۹۹۲ در چندین کارگاه عکاسی، سخنرانی و سمینار از جمله سخنرانی و ارائه کارگاه در مرکز بین‌المللی عکاسی نیویورک و در کارگاه عکاسی حرفه‌ای در مرکز دوستداران عکاسی در سانفرانسیسکو شرکت کرده و به ارائه دیدگاه‌ها، نظرات و تجربیات خود در زمینه‌های مختلف عکاسی به ویژه فتوژورنالیسم و عکاسی مستند پرداخته‌است. کارهای کاشی در زمینه فتوژورنالیسم و عکاسی مستند در مطبوعات مختلفی نظیر تایم، نشنال جئوگرافیک، فورچون، جئو، لایف، ایندیپندنت لندن، فوربس، نیویورک تایمز، گرانتا و اپرچر به چاپ رسیده و منتشر شده‌اند. یکی از منتقدان عکاسی در مورد او می‌گوید: «کارهای کاشی به خوبی تنهایی و افکار انسان‌های رانده شده به حواشی را نشان می‌دهند، اما در عین حال عزم آنها برای ادامه زندگی را نیز از نظر دور نگه نمی‌دارند.»
اد کاشی در مورد علت روی آوردنش به عکاسی می‌گوید: "علاقه من به عکاسی ریشه در دوران کودکی من و زمانی دارد که صبح‌ها سوار بر قطار نیویورک مردمان کاسب پیشه‌ای را می‌دیدم که در زندگی شان به دام افتاده‌اند. من از همان سال‌ها تصمیم به انجام کارهایی گرفتم که در آنها خلاقیت وجود داشته باشد. ابتدا می‌خواستم نویسنده شوم، یک داستان نویس. این رویای من در دبیرستان بود، سپس به کالج رفتم و فهمیدم به زمان طولانی و سال‌های زیادی نیاز دارم تا تبدیل به یک نویسنده خوب شوم و بدون هیچ طرح و برنامه واقعی به عکاسی رو آوردم. گاهی اوقات هنگام نگاه کردن به یک منظره احساس می‌کردم این تصویر همان چیزیست که من در زندگی به دنبالش می‌گردم، سفر، روبرو شدن با مردم و روایت ماجراها و سرگذشت آنها دقیقا آن چیزی بود که می‌خواستم و اینگونه بود که من عکاسی را به طور جدی آغاز کردم."
او در مورد یادگیری عکاسی می‌گوید: "من همیشه این جمله آنسل آدامز را در ذهن و جان خودم حفظ می‌کنم:آنچه که من یادگرفته و در کارهای شخصی ام به کار می‌بندم، از کارهای تجاری که برای دیگران انجام می‌دادم یادگرفته‌ام.
من همیشه این جمله را در خاطر دارم حتی موقعی که از گروهی از انسان‌ها که در برابر من ایستاده‌اند سرگرم تهیه یک عکس دسته جمعی معمولی هستم با خودم می‌گویم، خوب، حالا چه طور از فلاش و نور برای گرفتن یک عکس بهتر استفاده کنم؟ و سوالاتی از این قبیل"
اد کاشی در مورد سبک خاص و به قول معروف امضایی که در عکس‌های او وجود دارد می‌گوید: «مهم‌ترین چیزی که در عکس‌های من وجود دارد ارتباط صاف و ساده است. من همیشه سعی کرده‌ام طوری عکاسی کنم که انگار عکاس در آن صحنه وجود نداشته و لحظه ثبت شده حقیقت محضی بوده که اتفاق افتاده و بدون حضور من نیز اتفاق می‌افتاده‌است. من احساس می‌کنم که قدرت ذاتی در این مسئله وجود دارد که افراد را پس از مشاهده عکس‌های حقیقی شما حتی از زندگی روزمره و عادی مردم، وادار به تفکر و پرسش می‌کند. من دوست دارم تصاویرم را با ترکیب بندی‌های پیچیده تر لایه بندی کنم و هر جا که‌امکان دارد بیش از یک عنصر را قرار دهم. اینها ویژگی‌های عکس‌های من هستند. من نمی‌دانم آیا اینها انحصاری و مختص به من هستند یا نه؟ شاید اینها بخشی از درس‌های دوران تحصیل من باشند که من ترجیح می‌دهم آنها را در کارها و افکارم دخیل کنم. اما آنچه مسلم است، من سعی می‌کنم این‌ها را در کارهایم به کارببندم.»
او درباره قدرت عکس می‌گوید: «من حتی برای لحظه‌ای خودم را گول‌نمی‌زنم که یک عکاس واقعا قادر به تغییر جهان باشد. من قدرت نهفته در تصاویر را می‌شناسم و یکی از گردآورندگان عکس و آرشیو تصویری هستم و همچنان معتقدم تک عکس بهتر از ویدیو و فیلم در ذهن ثبت شده و ماندگار می‌شود. من احساس می‌کنم با جمع آوری عکس‌های مختلف، حافظه مردم اجتماع خود و جهان را جمع آوری می‌کنم.»
اد کاشی معروف‌ترین عکس خود را عکس محاکمه یک زن کرد در دادگاهی در ترکیه به جرم ترور می‌داند و عکس‌های تکان دهنده‌ای را هم که از مراسم همسر سوزان در پاکستان گرفته‌است نیز جزو آثار مهم خود ارزیابی می‌کند و در این باره می‌گوید: «یکی از عکس‌هایم که تصویر زنی پاکستانی را نشان می‌دهد که به صورت خودش اسید پاشیده، عکس غم انگیزی است که در سراسر جهان بارها منتشر شده و جوایز زیادی را نیز کسب کرده‌است.»
او در حال حاضر به همراه همسرش جولی وینوکر (Julie Winokur) که نویسنده است، سرگرم کار بر روی پروژه‌ای هفت ساله به نام "سال‌های پیش رو: کهن سالی در آمریکا " است. این پروژه تصویری به بررسی و نمایش شرایط اجتماعی جمعیت سالخوردگان آمریکا می‌پردازد. تعدادی از عکس‌های این مقاله طی سال‌های ۱۹۹۷–۱۹۹۸، ۲۰۰۰ و ۲۰۰۱ جوایز مختلفی را از جمله در رقابت‌های سالانه World Press Photo از آن خود کرده‌اند.
اد و همسرش جولی مؤسسه چند رسانه‌ای غیرانتفاعی به نام Talking Eyes تأسیس کرده‌اند تا از طریق آن به ارائه و معرفی بهتر پروژه‌های عکاسی و جذب کمک‌های مادی برای انجام این پروژه‌ها بپردازند. اد دربارهٔ این مؤسسه می‌گوید: "ما باید به عنوان شاهدانی بر آنچه که در دنیا می‌گذرد زندگی روزانه مردم و به ویژه تاثیر جنگ را بر زندگی به تصویر بکشیم. به نظر من آنچه که فوتوژورنالیست‌های امروزی باید انجام دهند، تهیه گزارش‌های تصویری از این موضوعات، صرفنظر از ماموریت‌های کاری است. فوتوژورنالیست باید خودش به دنبال تهیه گزارش‌های تصویری تاثیر گذار باشد، کاری که خوب و حرفه‌ای تهیه شده باشد، مشتری هم خواهد داشت و به سرعت فروش می‌رود."